# Apodemus mystacinus
Klippmus (Apodemus mystacinus) är en däggdjursart som först beskrevs av Danford och Alston 1877.  Den ingår i släktet skogsmöss och familjen råttdjur. Inga underarter finns listade.

## Beskrivning
En kraftigt byggd skogsmus med en kroppslängd från nos till svansrot på 10 till 13 cm, svanslängd på 10 till 14 cm, och en vikt på mellan 37 och 57 g. På ovansidan har den en len, gråaktig päls, som övergår till nästan rent vitt, utan markeringar, på undersidan. Öronen är förhållandevis stora.

## Ekologi
Arten vistas i låglandet och i bergstrakter upp till 2700 meter över havet. Habitaten utgörs främst av klippiga skogar med gräs- och buskbotten. Människopåverkade habitat kan utgöras av terrasserade områden som fruktträdgårdar, oliv- och fikonlundar, vingårdar och vetefält.
Klippmusen är en nattaktiv art som gräver ut ett underjordiskt bo. Den äter nötter, frön från gräs och barrväxter, carobfrukter samt smådjur som sniglar och insekter. Även ungar av mindre ryggradsdjur kan ingå i födan.

## Utbredning
Klippmusen förekommer från Georgien över Turkiet till centrala Israel och västra Jordanien. I väst når arten Kreta och några mindre grekiska öar.

## Status
IUCN kategoriserar arten globalt som livskraftig, och populationen är stabil. Den är vanlig, och inga hot är registrerade.